# خوان موسو
خوان أغوستين موسو (بالإسبانية: Juan Musso) (6 مايو 1994 بسان نيكولاس دي لوس آرويوس في الأرجنتين - ) هو لاعب كرة قدم أرجنتيني في مركز حراسة المرمى. لعب مع نادي راسينغ.

## وصلات خارجية
- خوان أغوستين موسو على موقع الاتحاد الأوربي (الإنجليزية)
- خوان أغوستين موسو على موقع قاعدة بيانات كرة القدم.إي يو (الإنجليزية)
- خوان أغوستين موسو على موقع بيانات كرة القدم. دي إي (الألمانية)
- خوان أغوستين موسو على موقع ناشيونال فوتبول تيمز (الإنجليزية)
- خوان أغوستين موسو على موقع Soccerbase.com (لاعب) (الإنجليزية)
- خوان أغوستين موسو على موقع Soccerway.com (الإنجليزية)
- خوان أغوستين موسو على موقع عالم كرة القدم.نت (الإنجليزية)
- خوان أغوستين موسو على موقع AS.com (الإسبانية)